# 1001 Arabian Nights
"1001 Arabian Nights" is een single van de Nederlandse band Ch!pz uit 2004. Het is de eerste single van het in 2005 uitgebracht album The World of Ch!pz.

## Achtergrond
1001 Arabian Nights is geschreven door Tony Cornelissen en Allan Eshuijs en geproduceerd door Jay Vandenberg. Het is een nummer uit het genre eurodance en teen pop. Het is een lied dat gaat over het samen aangaan van een magische reis. Het lied was de vierde hit van de popgroep, na Ch!pz in black (Who you gonna call), Cowboy en Captain Hook. De muziekvideo voor het nummer is opgenomen in India. In deze clip zijn de artiesten te zien terwijl ze een bijbehorende dansje aan het doen zijn. De single heeft in Nederland de platina status.

### Herleving op TikTok
In november 2022 had Ch!pz een herleving met het nummer nadat ze wereldwijd viraal gingen op TikTok. Het nummer dat oorspronkelijk in 2004 werd uitgebracht verscheen in oktober 2022 in verschillende video's op TikTok waarin mensen een nieuw dansje op het nummer deden, als reactie hierop plaatstte de popgroep op 19 november 2022 op hun account een video waarin ze het oude en nieuwe dansje op het nummer deden. Vervolgens gingen ze wereldwijd viraal; hun video werd in negen dagen tijd ruim 15 miljoen keer bekeken, daarnaast werden er in elf dagen tijd ruim 2,6 miljoen nieuwe video's met hun nummer op het platform geplaatst. Hierdoor behaalde het nummer de eerste plek in de Viral charts-hitlijsten op Spotify in Australië, Oostenrijk, Singapore, Zweden, Denemarken, Finland en Polen.

## Hitnoteringen
Het nummer was een nummer 1-hit in Nederland, in zowel de Top 40 als de Single Top 100.Het is de tweede nummer 1-hit van Ch!pz, na Cowboy. Hierna volgden nog twee nummer 1-hits; One, Two, Three en Carnival. Ook in Oostenrijk, Zwitserland en Duitsland haalde het de top tien van de desbetreffende hitlijsten.